# Rubbadubbers
Rubbadubbers é uma série de animação infantil britânica em stop-motion, produzida pelo estúdio britânico HOT Animation (o produtor do desenho animado de sucesso, Bob, o Construtor) e exibida pelo BBC2 entre 2 de setembro de 2002 e 14 de fevereiro de 2005. Criado por Peter Curtis, teve sete brinquedos de banheira amigáveis como eles contam histórias enquanto ganham vida - liderado por Tubb, um dos protagonistas. Nos Estados Unidos, a série foi exibida pelo Nickelodeon (algumas reexibições da Nickelodeon foram realizadas via Noggin) e pelo PBS Kids Sprout. No Brasil, a série foi exibida pelo Discovery Kids e, em Portugal, pelo JimJam.

Originalmente anunciada em 1999 com o título provisório de "Plugg" (o qual o nome do Tubb fora antigamente conhecido), foi produzido outro episódio-piloto baseado no desenho, "Splish Splash Splosh!", em 2001. Hasbro licenciou Rubbadubbers para produzir uma linha de brinquedos para promover a série.